# Jaya Suprana
Jaya Suprana, ook bekend als Poa Kok Tjin (Denpasar, 27 januari 1949) is een Indonesisch componist, pianist, zakenman en televisiepresentator. Bij zijn geboorte kreeg hij de naam Liauw Kok Tjiang.
Suprana is geboren in Denpasar, Bali als zoon van Lambang en Lily Suprana. Hij is van Chinese komaf maar groeide op in de Javaanse cultuur. Hij is getrouwd met Julia Suprana en heeft geen kinderen met haar. Tussen 1967 en 1976 studeerde hij muziek aan de Musikhochschule Münster en Folkwanghochschule Essen in West-Duitsland. Sindsdien heeft hij wereldwijd voordrachten gespeeld op piano en heeft hij zijn eigen muziek gecomponeerd. Verder presenteert hij zijn wekelijkse praatprogramma Jaya Suprana Show.
Vanaf 1976 was Suprana marketing directeur van PT Jamu Jago, een van de grootste producenten van plantaardige medicijnen van Indonesië. Vanaf 1983 was hij president-directeur. Naast zijn carrière als zakenman en musicus richtte hij in 1990 het Museum Rekor Indonesia (MURI) op. Verder heeft hij een weeshuis gesticht, Panti Asuhan Rotary-Suprana.